# Багдикян, Бен
Бен Айк Багдикян (англ. Ben Haig Bagdikian; 26 января 1920, Кахраманмараш, Османская империя — 11 марта 2016, Беркли, Калифорния, США) — армяно-американский учёный и публицист, профессор Высшей школы журналистики Калифорнийского университета в Беркли, автор книги «Монополия средств информации» (The Media Monopoly, 1983).

## Биография
Бен Багдикян родился в 1920 году в Мараше, в Османской империи — современной Турции. Начав работать в 1941 году в качестве репортёра в газете Morning Union (Спрингфилд, Массачусетс), впоследствии стал ведущим журналистом США, работая в The Saturday Evening Post, The Washington Post, Fortune, публикуя материалы о гигантах нефтяного бизнеса и получив Пулитцеровскую премию.
Багдикян занимался изучением СМИ. Им был собран огромный фактический материал, позволявший ему аргументированно, с большим знанием дела характеризовать роль массмедиа в общественно-политической жизни США, указывать на основные тенденции их развития. Он большое внимание уделял проблеме взаимодействия СМИ с представителями власти, их влиянию на мировоззрение своей аудитории, а также связанной с этим ответственности.
Отмечен также Berkeley Citation (1990).

## «Монополия средств информации»
Написанная им в 1982 году «Монополия средств информации» является одной из крупных публикаций автора на эту тему. Свойственный этой работе живой стиль изложения, умение в широкодоступной, яркой форме, на большом количестве конкретных примеров осветить различные аспекты функционирования того весьма сложного социального организма, которым являются современные средства массовой информации США, делают книгу интересной для широкого круга читателей.
Американские издатели 1982 года снабдили книгу подзаголовком «Потрясающий отчёт о пятидесяти корпорациях, которые контролируют то, что видит, слышит и читает Америка». Это, конечно же, проявление определённого стиля американских издателей, но «потрясающи» тут высказывания, оценки деятельности американских СМИ, представляющие собой, что называется, свидетельства из первых рук. Важны выводы, к которым приходит автор — человек, знающий предмет своего анализа изнутри.
«Мир становится более динамичным, перемены происходят быстрее и создают новые проблемы, которые требуют новых решений, возникает постоянная необходимость в более широких и разнообразных источниках общественной информации. Но происходит как раз обратное».
Главный из выводов состоит в том, что СМИ в США всё в большей степени превращаются в институт, подрывающий коренные принципы демократии, функционирующий в интересах узкой группы, а не широкой общественности.
«Мы в Соединённых Штатах зависим от наших средств массовой информации, которые должны сигнализировать о „слабости в нашем общественном порядке“. В 1921 году, когда судили Сакко и Ванцетти, газеты не сумели направить такой сигнал, хотя была простая возможность сделать это. В 1927 году, когда обвиняемые были казнены, значительная часть прессы изменила своё мнение. Это не спасло двух человек, но прояснило кое-что относительно масс-медиа».
Одним из основных тезисов, выдвигаемых в книге, является утверждение о качественно новом этапе концентрации власти в сфере СМИ в США.
«Чтобы выразить эту меняющуюся картину, им следует действовать через основные сложившиеся институты, причём эти институты должны быть разными. Наиболее важными институтами, воздействующими на формирование нашего представления о реальном социальном мире являются газеты, журналы, радио, телевидение, книги и кино. В связи с тем, что наши взгляды на окружающий мир складываются под настойчивым влиянием их симпатий и антипатий, мне представляется очень важным написать о них».
Американские исследователи давно уже обратили внимание на процесс неуклонного уменьшения числа независимых источников массовой информации и сосредоточение всё большего их количества в руках крупных владельцев.
«Двадцать корпораций контролируют более половины из 61 миллиона ежедневных газет, двадцать корпораций получают более половины доходов от 11 тысячи журналов, три корпорации контролируют бо́льшую часть доходов от телевидения, десять корпорация осуществляют аналогичный контроль на радио».
Существовавшая на рубеже веков ситуация, когда житель почти любого американского города мог черпать сведения о событиях местного и общенационального характера из газет, принадлежащих разным людям, уже к середине нашего столетия практически полностью изменилась. Жители огромного большинства городов лишились такой возможности. Удельный вес городов, имеющих только одну газету (от общего числа городов с газетами), возрос до 79 % в 1945 году, а в 1954 году города, имеющие только одну газету или только одного издателя выходящих газет, составили уже 94 %.
«Это произошло не в результате дурных намерений или заговора».
Писалось о том, что наряду с сокращением числа городов, имеющих конкурирующие газетные издания, уменьшается и число газет в тех городах (как правило, крупных), в которых ещё сохраняется газетная конкуренция (например, Нью-Йорк):
«Уровень конкурирующих газет выше».
Наглядно выявившаяся в первые послевоенные десятилетия тенденция концентрации СМИ в США, в последующий период не только сохранилась, но и вышла, как показывает Багдикян, на качественно новый уровень. Речь уже идёт не просто о сокращении числа независимых источников информации и превращении фигуры хозяина некоего средства массовой информации в небытие.
«Концентрация гигантских фирм в области СМИ, которые держат под контролем информацию американской общественности, сама по себе вызывает беспокойство. Отношения СМИ и ведущих банков мира представляет собой корпоративное взаимосмешение: контролёры контролируют друг друга».
По свидетельству автора, с конца 60-х происходит концентрация информационного дела в руках узкой группы монополий, принадлежащих к самым верхам американского бизнеса:
«Сегодня в США вряд ли найдётся отрасль промышленности, которая не имела бы в своём распоряжении влиятельного СМИ».
Факты, приводимые в книге, доказывают, что подавляющее большинство американских газет и ТВ станций сосредоточено ныне в руках пятидесяти мощных корпораций, входящих в экономическую элиту США.
Если в начале 60-х годов прошлого века тревогу и возмущение американской общественности вызывал уже тот факт, что в стране существовало 136 газетных концернов, владевших тогда 37 % общего числа ежедневных газетных изданий, то на момент выхода книги в восьмидесятые монополизация газетного дела приняла такие масштабы, что доля газет, находящихся — 69 %. Причём сократилось и число владеющих газетами концернов, поглощённые магнатами:
«Внедрение ценностей корпораций не может быть достигнуто без постоянной идеологической обработки со стороны основных СМИ».
Содержание информационной деятельности газет и телевизионных станций зависит от соображений чисто коммерческого характера, определяющих её постоянную ориентированность на интересы большого бизнеса, рекламодателей, и насколько далека она от удовлетворения подлинных интересов американского населения в получении объективной и всесторонней информации:
«Большая часть страниц, уделяющих внимание бизнесу, представляет собой пропаганду корпораций в форме пресс-релизов, публикуемых слово в слово. Ежедневно печатаются миллионы биржевых сводок, хотя только 2 % американских семей играют на бирже. Среди большинства тем, традиционно замалчиваемых СМИ, значительное место занимают истории, в которых замешаны корпорации».
В работе Багдикяна много внимания уделено вопросу о причинах монополизации СМИ. Помещение капиталов в сферу СМИ является, как справедливо подчеркивает автор, весьма прибыльным в США бизнесом, приносящим его владельцам многомиллионные доходы:
«Всё это напоминает грандиозный бесплатный завтрак. Владельцы СМИ регулярно внушают трудящимся мысль, что население получает газеты и журналы по цене, гораздо меньшей их себестоимости, и всё это благодаря рекламе. На деле же читатель только переплачивает за почтовую доставку более тяжёлой газеты… Цена в 1980 достигала 20 центов, то есть была в десять раз выше, чем в 1940».
Но в то же время многие, особенно печатные СМИ показали свою значительную экономическую неустойчивость, примеры которой представлены в книге. Именно сложность ведения финансовых дел газет и др. называет Багдикян как одну из существенных причин монополизации СМИ в руках крупных предпринимателей, способных поддерживать необходимое эффективное функционирование — обеспечивать новым конкурентоспособным техническим оборудованием.
Важнейший причина монополизации СМИ в США по мнению Багдикяна — борьба за рекламодателя, ведь поступления от рекламы являются основным источником доходов. А чем больше тираж издания, тем выше можно установить расценки за размещение объявлений. Чем больше тираж — тем меньше количество газет. Но

«крупные рекламодатели вовсе не ставят своей целью и даже не желают создания монополии в области СМИ. Временами они горько жалеют, что это лишает их возможности торговаться о цене рекламного места».
Багдикяна тревожит не просто монополизация СМИ, а социальные последствия этого явления. Само по себе уничтожение конкуренции между газетами или другими СМИ не имеет значения, возможно она даже освобождает редакции от погони за сенсациями дешёвых скандалов.

### Негативные социальные последствия
Исчезновение конкуренции между СМИ лишает аудиторию возможности выбирать и сравнивать сообщения, создаёт односторонность в подаче и оценке. Так, 85 % газет, находящихся в собственности крупных информационных концернов, публикуют, согласно исследованию 1975 года, унифицированную информацию:

«Мир становится более динамичным, перемены происходят быстрее и создают новые проблемы, которые требуют новых решений, возникает постоянная необходимость в более широких и разнообразных источниках общественной информации. Но происходит как раз обратное».
Как отмечает Багдикян, влияние соображений экономической выгоды, воздействие на информационный процесс установок чисто экономического характера приводят к «социальной стерильности и замалчиванию основных проблем, стоящих за важными событиями, о которых сообщается в информации», что лишает американских граждан «ясного представления о политической жизни».
«Конечно, повседневное и детальное вмешательство „сверху“ в освещение текущих событий наблюдается редко. Учитывая, что редакторам приходится ежечасно принимать решения, такое вмешательство просто физически невозможно».
«СМИ, лишенные реального смысла вследствие аполитичности и стерильности своих материалов, подстриженные под одну гребёнку в результате их монополизации, служащие больше торговцам, чем населению, заполненные пустыми материалами, представляют угрозу не только своему собственному будущему, но и всему государству».
Но не только в этом кроется проблема. Большинство рекламодателей, обеспечивая бо́льшую часть дохода СМИ, считают себя вправе вмешиваться и диктовать условия в отношении освещения (и замалчивания) затрагивающих их политические и социально-экономические интересы.

«Крупные информационные корпорации имеют свои собственные комитеты политических действий для оказания финансовой поддержки нужным кандидатам и поражения нежелательных».
Наиболее это проявилось в первой половине прошлого столетия. Багдикян приводит многочисленные яркие примеры грубого использования бизнесом своей власти для изменения позиций газет и журналов, примеры подкупа журналистов, а то и убийства несогласных.
«Размеры империй Херста и Люса имели два отрицательных последствия для качества публичных выступлений. Объединённая мощь их империй позволяла им формировать соответствующую национальную атмосферу. Результатом этой огромной власти относительно узкой идеологии корпораций было создание широко распространившихся в Соединённых штатах Америки политических и экономических иллюзий при почти полном отсутствии видимого противодействия им».
В восьмидесятые крупные американские медиаконцерны приобрели некоторую экономическую независимость:
«Крупные СМИ и гигантские корпорации всегда были союзниками. Сейчас они представляют собой единое целое».
Образуя единое целое с монополистическим капиталом, информационные корпорации вместе с тем воспроизводят и характеризующие его отдельные разногласия в подходе ко многим социальным и политическим проблемам.
Подвергая справедливой критике последствия монополизации СМИ в США, Багдикян связывает все надежды на «выздоровление» с возвращением независимости местным органам информации, с восстановлением конкуренции и деконцентрализацией информационных монополий.

«Только местные журналисты могут справиться с этой проблемой. Ответ заключается не в ликвидации частных предприятий, а в справедливом распределении власти».

### На русском языке
- Бен Багдикян. Монополия средств информации = The Media Monopoly / Пер. с англ. / Б. Багдикян; Общ. ред. и вступ. ст., с. 5-31, Г. И. Вайнштейна. — М.: Прогресс, 1987. — 316 с.